# Åke Balltorp
Åke Balltorp, egentligen Per Åke Willehard Lindqvist, född 23 februari 1898 i Göteborgs Masthuggs församling, död 20 maj 1957 i Engelbrekts församling, Stockholm, var en svensk revyförfattare. 

## Biografi
Balltorp började som försäkringstjänsteman. Han var senare badkamrer på Furusund och drev Furusunds restaurang och Hotell Dagmar på 1930- och 40-talet. Han gifte sig 1940 med Torvi Andersson och fick en dotter, vars gudfar blev deras gode vän Evert Taube. Balltorp arbetade samtidigt som revyförfattare på Södra Teatern och Folkan i Stockholm. Han startade även Svenska Visförlaget år 1927. Det var genom detta som han kom i kontakt med bland andra Karl Gerhard och Evert Taube.
Som revyförfattare debuterade han 1933 på Blancheteatern i Bercos och Kar de Mummas revy Razzia. Senare medverkade han i Södra Teaterns revyer från 1934 och i Scalateaterns från dess början som revyscen under Dardanells och Sandrews ledning. Balltorp skrev omkring 300 sketcher och monologer, bland vilka märks För frihet och rätt, framförd redan under hans livstid över 800 gånger på scenen, Teaterapan, Det glada kontoret, Riks-Sara, Orienterande och Dansösen.
Han är begravd på Norra begravningsplatsen i Solna.